# Торреон
Торрео́н (исп. Torreón) — город в Мексике, штат Коауила, входит в состав одноимённого муниципалитета и является его административным центром. Численность населения, по данным переписи 2020 года, составила 690 193 человека.

## Общие сведения
Название Torreón дано в знак построенных наблюдательных башен у поселения строителей водохранилища на реке Насас от набегов индейцев тобососов.
24 апреля 1848 года дон Леонардо Сулоага Оливарес и дон Хуан Игнасио Хименес купили земли асьенды Сан-Лоренцо-де-ла-Лагуна, чтобы построить свою асьенду. После размежевания земель в 1850 году, сеньор Сулоага начал строительство водохранилища на реке Насас, а также первой сторожевой башни.
В 1883 году через земли ранчо Торреон была проложена железная дорога. 23 сентября того же года началось строительство железнодорожной станции, которая и дала основу городу. Строительство станции запускает бурный экономический рост, рост населения, и в 1893 году станция Торреон получает статус вильи. Торреон стал крупнейшим железнодорожным узлом на севере Мексики и столицей хлопководства страны.
15 сентября 1907 Торреону был присвоен статус города. 
Во время Мексиканской революции Торреон, занимавший важное стратегическое положение, неоднократно становился местом сражений между противоборствующими сторонами. Так в июле 1913 года гарнизон правительственных войск сумел отбить попытку его захвата армией конституционалистов; 1 октября 1913 и 2 апреля 1914 года он был взят повстанцами Панчо Вильи.
Расположен на реке Насас в юго-западной части штата Коауила, на границе со штатом Дуранго. Абсолютная высота — на 1110 метров над уровнем моря. Температура в январе может опускаться до 0 °С, а в июле достигать +45 °C.
Вместе с городами Матаморос, Гомес-Паласио, Лердо и Франсиско-Мадеро образуют зону агломерации Ла-Лагуна с населением 1,5 млн человек, что делает её девятой по величине в Мексике.
Город обслуживает Международный аэропорт Франсиско Сарабия, из которого совершаются рейсы по стране и международное сообщение с США.
В городе базируются известная футбольная команда «Сантос Лагуна», команды высших лиг по бейсболу — «Альгодонерос Унион Лагуна» и баскетболу — «Лос Альгодонерос».